# Dnieper River Line
Dnieper River Line est un jeu vidéo de type wargame développé par Bruce Ketchledge et Gary Sipes et publié par Avalon Hill en 1982 sur Apple II, Atari 8-bit, Commodore PET et TRS-80. Le jeu simule, au niveau opérationnel, des affrontements de la bataille du Dniepr qui oppose les armées allemande et soviétique en 1943 sur le front de l’Est de la Seconde Guerre mondiale. Le programme est dénué de graphismes et le jeu repose uniquement sur une interface textuelle combinée avec l’utilisation d’un plateau et de pions qui sont inclus dans son packaging. Le joueur commande les troupes allemandes et tente de défendre des positions stratégique face à une offensive de l'armée soviétique qui est contrôlée par l'ordinateur. Le jeu se déroule au tour par tour, sur une durée comprise entre huit et douze tour. Chaque tour correspond à une durée d’une heure et est divisé en cinq phases : mouvement puis combat des troupes russes, mouvement et combat des troupes allemandes et gestion des renforts. La phase de mouvement des allemands offre différentes options au joueur qui peut ainsi donner des instructions à ses unités, visualiser leurs conditions, demander des renforts, demander un soutien de son artillerie, vérifier qui contrôle les cases objectifs ou mettre fin à sa phase de mouvement.

## Système de jeu
Dnieper River Line est un wargame qui simule, au niveau opérationnel, des affrontements de la bataille du Dniepr qui oppose les armées allemande et soviétique en 1943 sur le front de l’Est de la Seconde Guerre mondiale,. Le programme est dénué de graphismes et le jeu repose uniquement sur une interface textuelle combinée avec l’utilisation d’un plateau et de pions qui sont inclut dans son packaging,. La carte, représentée sur le plateau, est divisé en 144 cases carrées. Six de ces cases représentent des points stratégiques, qui rapportent un nombre variable de points de victoires. L’objectif du joueur, qui contrôle les allemands, est de défendre un ou plusieurs de ces points, suivant le scénario et le niveau de difficulté choisit. Le jeu propose en effet deux scénarios qui peuvent être joués dans quatre niveaux de difficultés différents. Il se déroule au tour par tour, sur une durée comprise entre huit et douze tour. Chaque tour correspond à une durée d’une heure et est divisé en cinq phases : mouvement puis combat des troupes russes, mouvement et combat des troupes allemandes et gestion des renforts. À la fin de chaque tour, le joueur a la possibilité de sauvegarder la partie. La phase de mouvement des troupes russes est exclusivement gérée par l’ordinateur et le joueur doit simplement transposé les déplacements défini par le programme sur le plateau de jeu. Les combats sont ensuite gérés par un algorithme qui prend en compte différents paramètres comme l’intensité des combats, le niveau de perturbation, la fumée, les capacités anti-char, la puissance des unités et leurs modes de combat. L’ordinateur affiche les probabilités associées aux combats, puis en détermine automatiquement les résultats. La phase de mouvement des allemands offre différentes options au joueur. Il peut ainsi donner des instructions à ses unités, visualiser leurs conditions, demander des renforts, demander un soutien de son artillerie, vérifier qui contrôle les cases objectifs ou mettre fin à sa phase de mouvement. En matière d’instruction, il peut définir les déplacements de ses unités et choisir leur mode de combat, parmi les trois disponibles dans le jeu. Le mode statique n’autorise pas de mouvement mais double sa puissance défensive. Le mode assaut lui permet de se déplacer et de combattre normalement. Le mode mobile augmente sa capacité de mouvement mais réduit sa capacité de combat.

## Développement et publication
Dnieper River Line est développé par Bruce Ketchledge et Gary Sipes. Il est publié par Avalon Hill en 1982 sur Apple II, Atari 8-bit, Commodore PET et TRS-80. Outre la cassette ou la disquette du programme, le packaging du jeu contient un plateau de jeu en couleur de 8x12 pouces, 352 pions, un manuel d’instruction de 16 pages et une boite pour ranger les pions,.

## Accueil
À sa sortie, Dnieper River Line fait l’objet d’une critique plutôt positive du journaliste Richard Charles Karr dans le magazine Computer Gaming World qui estime qu’il simule « avec précision » les problèmes et les frustrations auxquels doit faire face un commandant de secteur de l’armée allemande sur le front de l’Est. S’il lui reproche le manque de variation de ses conditions de victoires, uniquement territoriales, il juge ainsi qu’il combine un certain réalisme historique avec un rythme soutenu pour proposer un wargame bien réalisé, qui mérite d’être essayé par les fans du genre. La critique des journalistes Brian Murphy et Daniel Campagna du magazine Creative Computing est plus mitigé. Ils estiment en effet que malgré la simplicité de son concept, il souffre de quelques lacunes et de son manque d’option tactiques, avec par exemple la faible chance de réussir une contre-attaque avec les allemands qui oblige le joueur à se cantonner à une stratégie passive et défensive. Ils jugent également que l’absence de graphismes, d’effets sonores ou d’éléments de temps réel le rend trop terne et abstrait, ce qui ne permet pas au joueur de ressentir la pression des combats. Ils concluent ainsi que s’il s’agit d’un « très bon jeu », il aurait été excellent avec une meilleure réalisation, plus d’éléments aléatoires et en imposant une contrainte de temps. Le journaliste du magazine Softalk est plus enthousiaste et le considère comme la première tentative réussie d’Avalon Hill de transposer sur ordinateur son expérience en matière de jeu de plateau. De la même manière, le journaliste du magazine Softline explique qu’après des premiers wargame sur ordinateur décevant, Avalon Hill a enfin réussit à produire un wargame sur ordinateur digne de ce nom avec cet « excellent » mélange entre jeu de plateau et jeu sur ordinateur qui s’impose comme un des meilleurs jeux du genre.